# 盧卡斯·海吉斯
盧卡斯·海吉斯（英語：Lucas Hedges，1996年12月12日—）是一位美國男演員。知名作品有《月昇冒險王國》、《告密者》、《海邊的曼徹斯特》、《三块广告牌》和《淑女鳥》。2017年，憑在《海邊的曼徹斯特》的表现獲得奥斯卡金像奖最佳男配角提名。

## 个人生活和教育经历
海吉斯出生于紐約州布魯克林高地，母亲是诗人和演员苏珊·布鲁斯（Susan Bruce），父亲是奥斯卡提名编剧兼导演彼得·海吉斯（Peter Hedges）。为家中第二子。他有一位哥哥名为赛门。他成长于布魯克林高地和科布爾山，并经常参观他父亲的拍摄现场。他的外祖父曾經是紐約HBO的副總裁。外祖母Narcissa Titman是戲劇導演和講師。
他毕业于圣安娜学校（Saint Ann's School）之后，目前在北卡羅來納州藝術學院（University of North Carolina School of the Arts）学习戏剧表演。

## 演艺事业

### 2007至2015年：早期角色
海吉斯还是孩子的时候，首次出演电影是在他父亲2007年执导的电影《老爸行不行》（Dan in Real Life）作为临时演员。然而他的台词在后期制作时被剪掉。他在一场中学舞台剧时被作为观众的《月昇冒險王國》选角导演魏斯·安德森所盯上，并其后让海吉斯作为电影的一角，他的第一个角色瑞福（Redford）也就此诞生。他之后出现在《亞瑟紐曼》（Arthur Newman）、傑森·瑞特曼的《一日一生》和泰瑞·吉連的电影《明日定律》。2014年，海吉斯客串于魏斯·安德森的《歡迎來到布達佩斯大飯店》并出现在麥可·奎斯塔（Michael Cuesta）的《告密者》，他在《告密者》的表现获得了评论家的一致好评。

### 2016至现在：取得突破
2015年4月，海吉斯在肯尼斯·洛勒根第三部执导电影《海邊的曼徹斯特》参与演出。在戏中，他扮演一位16岁的青少年派翠克·錢德勒（Patrick Chandler），父亲死后而在他不愿意的情况下交给他那神经质的叔叔来代为照顾。这部电影在2016年1月13日于日舞影展中首映，海吉斯获得了评论家的极力赞扬。而他的表现获得了獨立精神獎最佳男配角、美國演員工會獎最佳男配角和奥斯卡金像奖最佳男配角提名，让他成为有史以来获得这多类提名的八位最年轻男演员的其中一位。
2017年，他在葛莉塔·潔薇（Greta Gerwig）的电影处女作《淑女鳥》（Lady Bird）和馬丁·麥克唐納（Martin McDonagh）的电影《三块广告牌》（Three Billboards Outside Ebbing, Missouri）担任主角。

## 影视作品
| 年份 | 电影名称                   | 角色          | 导演               | 脚注 |
| ---- | -------------------------- | ------------- | ------------------ | ---- |
| 2007 | 《老爸行不行》             | 莉莉的舞伴    | 彼得·海吉斯        |      |
| 2012 | 《月昇冒險王國》           | 瑞福          | 魏斯·安德森        |      |
| 2013 | 《亞瑟紐曼》               | 凯文·埃弗里   | 但丁·阿里奥拉      |      |
| 2013 | 《明日定律》               | 鲍勃          | 泰瑞·吉連          |      |
| 2013 | 《一日一生》               | 理查德        | 傑森·瑞特曼        |      |
| 2014 | 《告密者》                 | 伊恩·韦伯     | 麥可·奎斯塔        |      |
| 2014 | 《歡迎來到布達佩斯大飯店》 | 加油员        | 魏斯·安德森        |      |
| 2015 | 《钝感之爱》               | 格雷          | 提姆·布雷克·尼尔森 |      |
| 2016 | 《海邊的曼徹斯特》         | 派翠克·錢德勒 | 肯尼斯·洛勒根      |      |
| 2017 | 《淑女鳥》                 | 丹尼·奧尼爾   | 葛莉塔·潔薇        |      |
| 2017 | 《三块广告牌》             | 罗比·海耶斯   | 马丁·麦克多纳      |      |
| 2018 | 《被抹去的男孩》           | 加拉德·康利   | 喬爾·埃哲頓        |      |
| 2018 | 《90年代中期》             | 史蒂夫        | 喬納·希爾          |      |
| 2018 | 《班恩回家》               | 班恩·伯恩斯   | 彼得·海吉斯        |      |
| 2019 | 《我的寶貝男孩》           | 奧提斯·羅特   | 艾瑪·哈瑞爾        |      |

| 年份 | 名称         | 角色                        | 脚注                         |
| ---- | ------------ | --------------------------- | ---------------------------- |
| 2015 | 《一記耳光》 | 里奇·约安诺 （née Collins） | 改编自澳洲同名短剧的美国版本 |